# 大阪市立松虫中学校
大阪市立松虫中学校（おおさかしりつ まつむしちゅうがっこう）は、大阪府大阪市阿倍野区にある公立中学校。
阿倍野区の北西部と西成区北東部の一部、おおむね上町台地の西端・松虫通以北を校区としている。校区の大半は住宅地だが、校区北端は天王寺・阿倍野橋界隈の商業地区となっている。
学制改革と同時の1947年に創立した。

## 沿革
1947年に大阪市立阿倍野第四中学校として創立した。創立当初は大阪市立金塚小学校に本校を置き、大阪府立住吉中学校に分校を設置した。
翌1948年6月には大阪府立阿部野高等女学校内に移転した。阿部野高等女学校の校舎は、阿倍野第二中学校（現在の大阪市立文の里中学校）と共用する形になった。1949年7月に現在地に移転している。
創立当初は、大阪市立金塚小学校・大阪市立丸山小学校の校区在住の男女生徒に加えて、大阪市立晴明丘小学校・大阪市立阪南小学校校区在住の男子生徒を収容した。1948年に晴明丘・阪南小学校校区を中学校校区から外し、現在の校区となっている。
- 1947年4月1日 - 大阪市立阿倍野第四中学校として創立。
- 1947年4月22日 - 開校式を実施。この日を創立記念日とする。
- 1949年5月1日 - 大阪市立松虫中学校へ改称。
- 1949年7月20日 - 現在地へ移転。
- 1954年5月5日 - 校歌制定。
- 1961年7月7日 - 講堂兼体育館を竣工。6日後、プールも竣工。
- 1964年4月1日 - 難聴学級を開設。
- 1965年4月1日 - 養護学級を開設。
- 1974年4月1日 - 性教育の研究校に指定される。
- 1991年 - 新教育課程およびコンピュータ教育の研究校に指定される。
- 1995年 - 男女平等教育の研究校に指定される。
- 2002年 - 大阪市教育委員会から、「学校活性化事業」実施校に指定される。

## 通学区域
- 大阪市立金塚小学校および大阪市立丸山小学校の通学区域。

阿倍野区 旭町1丁目-3丁目、阿倍野筋1丁目-3丁目（あべの筋以西）・阿倍野筋4丁目（一部除く）・阿倍野筋5丁目、王子町1丁目、共立通1丁目-2丁目、松虫通1丁目-3丁目、丸山通1丁目-2丁目、阿倍野元町（松虫通以北）、阪南町1丁目（一部）。
西成区 山王1丁目・2丁目の全域、および山王3丁目の大半。

## 出身者
- 木村一男 - インダストリアルデザイナー
- 堀内孝雄 - 歌手
- 寺川綾 - 水泳選手（アテネオリンピック水泳日本代表）
- SHINGO☆西成 - 歌手
- 橋本拓哉 - Bリーグ・大阪エヴェッサ所属　バスケットボール選手

## 関係者
- 原田隆史 - 元同校保健体育科教諭。天理大学講師、教育研究所主宰者。

## 交通
- 阪堺電気軌道上町線 松虫停留場 南西へ約500m。東天下茶屋停留場 北西へ約500m。
- 同阪堺線 北天下茶屋停留場 東へ約600m。聖天坂停留場 北東へ約700m。
- 南海本線・Osaka Metro堺筋線 天下茶屋駅 東へ約1km。
- Osaka Metro四つ橋線 岸里駅 東へ約1.2km。
- Osaka Metro御堂筋線 昭和町駅 西へ約1.2km。